# Hassan Ramdoun
Hassan Ramdoun – syryjski zapaśnik walczący w stylu klasycznym. Zajął piąte miejsce na mistrzostwach Azji w 1991. Siódmy na igrzyskach azjatyckich w 1998, a także igrzyskach śródziemnomorskich w 2001. Triumfator igrzysk panarabskich w 1992, a drugi w 1997. Złoty medal igrzysk Azji zachodniej w 1997 roku.